# 167 av. J.-C.
Cette page concerne l'année 167 av. J.-C. du calendrier julien proleptique.

## Événements
- 17 janvier (15 mars 587 du calendrier romain) : début à Rome du consulat de Quintus Aelius Paetus et Marcus Junius Pennus[1]. Junius obtient la Ligurie, Aelius la Gaule cisalpine[2].
  - Attale conduit la délégation de Pergame pour son frère Eumène II à Rome . Il demande l’envoi d'une commission pour régler la menace galate[2].

- - La délégation rhodienne conduite par Philophron et Astymedes se voit refuser le statut d'alliés et amis du peuple romain en raison de la neutralité équivoque de l'île pendant la guerre. Le préteur Marcus Juventius Thalna propose en vain que la guerre soit déclarée aux Rhodiens[2]. La Confédération lycienne et la Carie deviennent indépendantes vis-à-vis de Rhodes[3].
- Hiver : le Sénat envoie des commissions chargées de régler avec Paul Émile et Anicius le sort de la Macédoine et de l'Illyrie[1].

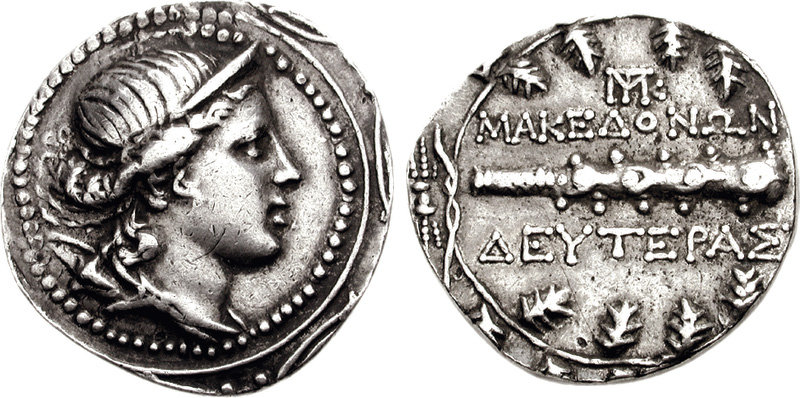
Monnaie de Macédoine pendant la période républicaine -167-149 av. J.-C.)

- Printemps : Paul Émile et Cnaeus Octavius réunissent la conférence d’Amphipolis entre les délégués macédoniens et les envoyés de Rome[4]. La commission du Sénat morcelle chaque pays en districts indépendants placés sous la protection de Rome, qui reçoit la moitié des taxes perçues par les rois déposés. Le royaume de Macédoine est divisé en quatre républiques indépendantes, l'Illyrie en trois républiques[2]. Le Koinon des Macédoniens est supprimé. La Macédoine doit verser un tribut à Rome, ses mines d'or et d'argent sont affermées et les propriétés du roi confisquées au profit du peuple romain. Les Romains ramènent l'ordre en Grèce par tous les moyens : exil, résidence forcée en Italie, exécutions sommaires. Cinq cents Étoliens sont condamnés à mort. Mille membres de la Ligue achéenne sont déportés à Rome. Seule Athènes est épargnée. Paul Émile détruit soixante-dix cités  épirotes et vend 150 000 habitants comme esclaves[5]. Le pays, ruiné, sera incorporé à la province de Macédoine en 148 av. J.-C.
  - La taxation directe des citoyens romains (tributum) au titre des dépenses militaires est abolie, compensée par le tribut de 100 talents imposé annuellement à la Macédoine[6].
  - Les chevaliers romains demandent au  Sénat romain le fermage des mines de Macédoine, qui constitue un revenu très important. Celui-ci refuse, prétextant que cette régie ne pouvait s’exercer sans le ministère des publicains, et que d’avoir recours à eux était compromettre les droits de l’État ou sacrifier la liberté des alliés.
- Avril (date probable) : Antiochos IV envoie le mysarque Apollonius avec 22 000 hommes pour achever la répression en Judée ; il semble qu’il arrive à Jérusalem au début de l’été[7]. Celui-ci profite d’une prise d’armes le jour du Sabbat pour massacrer les spectateurs. Jérusalem est pillée. Ceux qui ne réussissent pas à fuir sont faits prisonniers. L’enceinte de la ville est démantelée, tandis qu’on bâtit une citadelle, l'Acra, pour la garnison séleucide[8]. L’Athénien Géronte, délégué royal, impose l’hellénisation du culte et des mœurs à Jérusalem comme en Samarie. Le temple de Jérusalem est dédié à Zeus Olympien et celui du mont Garizim à Zeus hospitalier[9].

- 26-27-28 septembre : triomphe de Paul Émile à Rome, qui dure pendant trois jours[1].

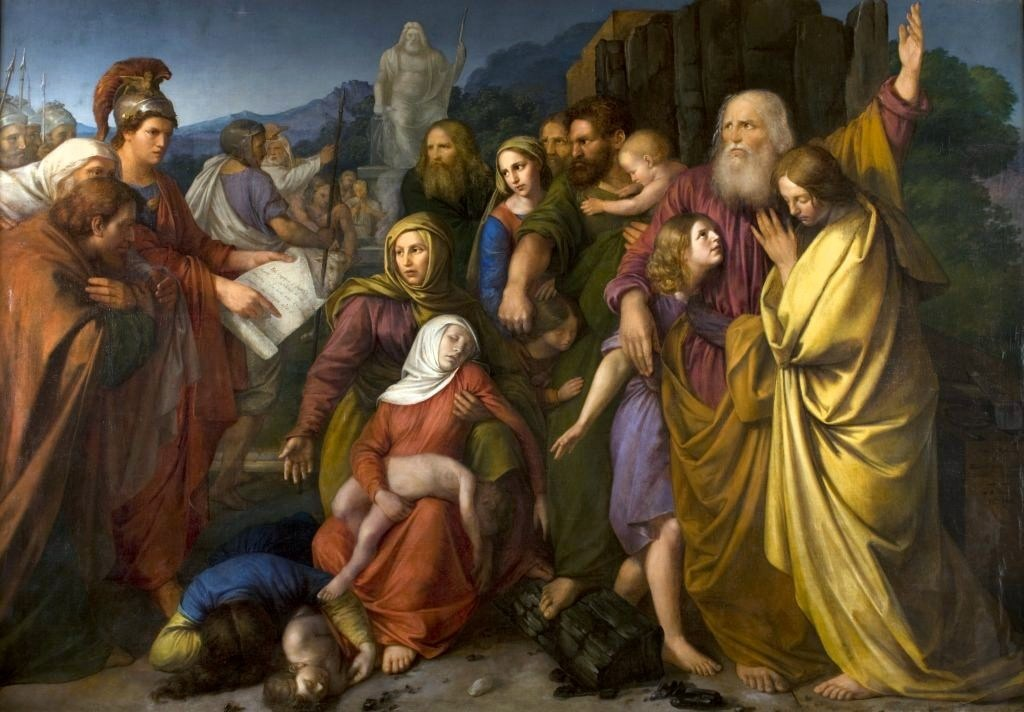
Macchabées, toile de Wojciech Stattler, 1844. Le roi séleucide, Antiochos IV de Syrie interdit la religion juive et remplace dans le Temple sacré, l’autel de YHWH par un autel consacré à Zeus. Le soulèvement juif s'organise sous la direction du prêtre Mattathias et de ses fils qui fondent la dynastie des Hasmonéens.

- 18 décembre (15 kislev du calendrier hébraïque) : inauguration d’un autel païen dans le Temple de Jérusalem (« l’abomination de la désolation ») en célébrant des sacrifices païens (porcs), et les fêtes dionysiaques[10].
  - La mort est décrétée contre quiconque observerait les coutumes israélites (sabbat, circoncision, tabous alimentaires). Les livres de la Loi sont déchirés et brûlés. Cette hellénisation systématique est en partie acceptée par les Samaritains, en Galilée et en Galaad.  En Judée, certains notables et dignitaires, élevés à la grecque, se soumettent. D’autres préfèrent l’exil (le prêtre Onias IV en Égypte). Le peuple accepte par force, pour survivre. D’autres se retirent à la campagne ou se cachent dans des grottes pour observer la Loi. Certains Juifs sont arrêtés et exécutés. D’autres enfin se révoltent et prennent le maquis.
- Hiver 167-166 av. J.-C. : début de la révolte des Maccabées contre la domination politique des Séleucides et le modèle culturel hellénistique (167/142 av. J.-C.). Avec ses cinq fils, Mattathias l’Hasmonéen, prêtre de la descendance de Yehoyariv, refuse de sacrifier devant les envoyés du roi à Modîn. Il égorge un Juif qui allait célébrer un sacrifice païen et tue l’envoyé du roi, donne le signal de la révolte et prend le maquis[11]. Il rassemble autour de lui 6 000 hommes fidèles à la Loi. Ses partisans renversent les autels païens, circoncisent de force les enfants et brûlent les villages passés à l’hellénisme.
- L’historien grec Polybe arrive à Rome comme prisonnier après Pydna. Il revient dans sa patrie en 153 av. J.-C.[12].

## Décès
- Caius Claudius Pulcher , homme politique romain.